# تومال (قبيلة)
تومال أو تمال (بالصومالية: Tumaal) المعروفة أيضًا باسم مدغان هي قبيلة من القبائل الصومالية. هم من القبائل الصومالية القديمة حكموا الصومال لفترة طويلة وكان اسم حاكمهم بعر بعير يأتي أصل تسميتهم من مهنتهم الوراثية التقليدية وهي الحدادة وإنتاج الجلود.
كانت تومال واحدة من الطبقات المهمشة أو المنبوذة  بين الصوماليين جنبًا إلى جنب مع مطيبان وآخرين. لقد واجهوا تاريخياً التمييز والقيود والمضايقات والتحيز من الطبقات الاجتماعية الأخرى من الشعب الصومالي وخاصة السلطة فقد تم منعهم حتى من الترشح للرئاسة

## خلفية تاريخية
وفقًا للتقاليد الصومالية، فإن أصل قبيلة تومال وغيرها من الطبقات المهمشة يعود إلى أصول غير مقدسة، وعملوا عبر التاريخ في مهنة الحدادة، كما عمل بعضهم في إنتاج وبيع الجلود، ويشير بعض المؤرخين مثل بيتر بريدجز إلى أن قبيلة تومال من السكان الأصليين في الصومال. وتُعتبر إحدى قبائل سلالة ساب الصومالية، ورغم تهميشهم إلا أنهم يختلفون عن الطبقة التي كانت تتعرض للاستعباد وهي البانتو الصوماليين. ووصف الضابط البريطاني ريتشارد فرانسيس بيرتون خلال جولته في الصومال خلال الاستعمار البريطاني، وصف قبيلة تومال بأنهم كانوا معروفين باسم «Handad» (وربما هو تحريف لكلمة حداد) ما يعني أنهم كانو يعملون في مهنة الحدادة، ولذلك كان يعتبرون طبقة دنيا في المجتمع، ولأنهم تزواجو مع طبقات أخرى مهمشة، ويؤكد بيرتون أن طبقة مماثلة موجودة في اليمن وتعاني من التهميش كذلك.
تنص دراسات لاحقة، مثل دراسة أجرتها هيذر ماري أكو - أستاذة التاريخ المتخصصة في ثقافات الشرق الأدنى، تنص على أنه وفقًا للأساطير المحكية المتوارثة، فإن أفراد قبيلة تومال تزاوجو مع المدجان، وأنهم من نسل البدو الذين استوطنوا القرن الأفريقي. تميز أبناء قبيلة تومال بملابسهم، وحملهم للرماح الطويلة المصنوعة يدويا والمسماة (بالصومالية: Waran) ويستخدمونها كعصي للمشي، كما يحملون خنجرًا مخفيًا يسمى (بالصومالية: bilawi) في حزام جلدي.
وفقًا لتيشال تيبيبو - أستاذ التاريخ المتخصص في إثيوبيا والقرن الأفريقي، فإن قبائل تُومال ومدجان ويبر تعتبر تقليديًا غير طاهرة النسل، ومن غير الممكن أن تقبل باقي الطبقات في المجتمع الصومالي التزاوج مع قبائل تومال ومدجان ويبر. وتشير كتابات المؤرخين أن بين المواصفات التي تطلقها بعض الطبقات في المجتمع الصومالي على قبيلة تومال، تسمية (بالصومالية: nasab-dhiman) أو "المنبوذين".

## الطوائف المشابهة في القرن الإفريقي
طبقة تومال لا يقتصر وجودها على المجموعة العرقية الصومالية، إذ توجد طبقة مشابهة مماثلة في العديد من المجموعات العرقية في القرن الأفريقي وشرق أفريقيا.
وفقا لدونالد ليفين - أستاذ علم الاجتماع المتخصص في الدراسات الإثيوبية والقرن الأفريقي، فإن الطبقات المماثلة في اللغات والمجموعات العرقية المختلفة جزءا لا يتجزأ من مجتمعات هذه المنطقة، وتتشارك تومال مع باقي هذه الطبقات خصائص مميزة، وفقا لدونالد ليفين، ومن ضمن الخصائص المميزة مثل "زواج الأقارب، والتسلسل الهرمي، والحالة، ومفاهيم التلوث، والقيود المفروضة على المعايشة، والمهنة التقليدية، والعضوية بالولادة".
في المجموعات العرقية في شرق إفريقيا، مثل شعب الأورومو، فقد وردت معلومات عن الطبقة التي تماثل تومال في كتب تاريخية أُلفت في القرن السادس عشر، كما يقول كورنيليوس جاينين.
ويوضح الجدول أدناه بعض المصطلحات التي تُطلق على الطبقات المماثلة لقبيلة تومال في المجموعات العرقية الأخرى التي تشترك في هذه المنطقة مع الشعب الصومالي.
| المجموعة العرقية | اسم الطبقة  | المهن                                       |
| ---------------- | ----------- | ------------------------------------------- |
| صوماليون         | تُومال, تُمال | الحدادة                                     |
| أجو              | تبيب        | الحدادة                                     |
| أمهره            | تبيب، غفات  | الحدادة, صناعة الخزف                        |
| تيجري            | تبيب        | الحدادة                                     |
| عرقوبا           | قيتقيتش     | الحدادة                                     |
| بورانا أورومو    | تومتو       | الحدادة, صناعة الخزف, صناعة النسيج          |
| جراجي            | نيفورا      | الحدادة                                     |
| سيداما           | تونيتشو     | الحدادة                                     |
| برجي             | تومتو       | الحدادة                                     |
| كافا             | قيممو       | الحدادة                                     |
| كونسو            | هودا        | الحدادة, صناعة الخزف, صناعة النسيج, الدباغة |

## أعلام
- محمد علي سمتر
- مريم مرسل